# Corina Ion Iosif
Corina Ion Iosif  (n. 10 august 1963) a fost  un deputat român în legislatura 1990-1992, aleasă în județul Sibiu pe listele Partidul Ecologist Român. În cadrul activității sale parlamentare, Corina Ion Iosif a fost membru în grupurile parlamentare de prietenie cu Republica Italiană, Republica Populară Chineză, Regatul Thailanda, Republica Libaneză și Republica Federală Germania. 